# Pohjois-Surnui
Pohjois-Surnui är en sjö i kommunen Pieksämäki i landskapet Södra Savolax i Finland. Sjön ligger 121,8 meter över havet. Arean är 1,88 kvadratkilometer och strandlinjen är 9,81 kilometer lång. Sjön  ingår i Kymmene älvs huvudavrinningsområde.   Den ligger omkring 82 kilometer norr om S:t Michel och omkring 270 kilometer norr om Helsingfors. 